# Pele Broberg
Pele Broberg (*1972) je grónský politik dánského původu, podnikatel a pilot.

## Životopis

### Raná léta a podnikání
Broberg se narodil v roce 1972 v Kodani. Jeho rodina se přestěhovala do Grónska, když byl ještě dítě, a on vyrůstal v Qeqertarsuaqu. V roce 1992 Broberg absolvoval střední školu v Aasiaatu a v roce 1995 se vyučil pilotem na letecké akademii v Oxfordu. Poté pracoval jako pilot u společnosti Air Greenland v letech 1995 až 1997 a u společnosti Aviation Assistance v letech 1997 až 1998. V letech 1999–2014 byl Broberg kapitánem u Air Greenland, v únoru 2018 se stal úředníkem na ministerstvu obchodu a podnikání. V roce 2010 vystudoval obchodní administrativu na Kodaňské obchodní univerzitě.
Broberg je také podnikatel a obchodník, v letech 2006 až 2013 vlastnil společnost Barista ApS, v letech 2015 až 2016 vlastnil společnost Aluu Airlines A/S.

### Politická kariéra
Broberg nebyl politicky aktivní do parlamentních voleb roce 2018. Byl zvolen 208 hlasy, což byl druhý nejvyšší počet hlasů za Naleraq po zakladateli strany Hansi Enoksenovi, a stal se ministrem financí v koaliční vládě Siumutu, Nalreaqu, Atassutu a Nunatta Qitornai. Jako ministr financí Broberg navrhl snížení daně z příjmu právnických osob v Grónsku na polovinu. 10. září 2018 Naleraq odstoupil z vládní koalice a Broberga na postu ministra financí nahradil předseda strany Nunatta Qitornai Vittus Qujaukitsoq.
Ve volbách do Folketingu 2019 Broberg kandidoval za Naleraq a získal 863 hlasů, avšak nebyl zvolen. Během volební kampaně si vzal neplacené volno a zastupoval jej Emanuel Nuko.

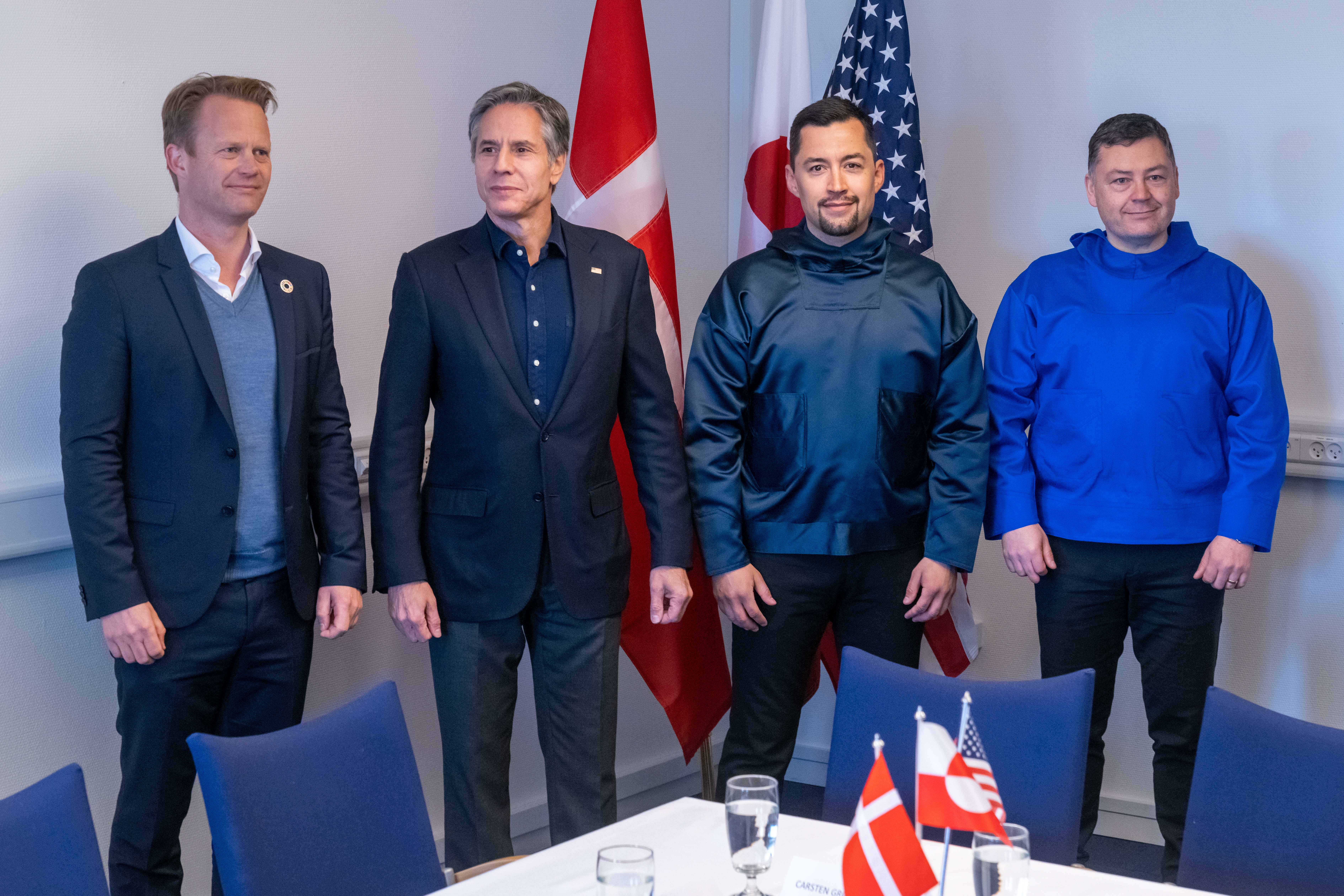
Zleva: ministr zahraničí USA Antony Blinken, ministr zahraničí Dánska Jeppe Kofod, premiér Grónska Múte Bourup Egede a ministr zahraničí Grónska Pele Broberg, 2021

#### Vláda Múte Bourupa Egedeho
V roce 2021 Broberg kandidoval ve parlamentních i komunálních volbách. Byl znovu zvolen do Grónského parlamentu i do zastupitelstva kraje Sermersooq. Po volbách se stal ministrem zahraničních věcí, obchodu, klimatu a podnikání v Egedeho vládě.
19. září 2021 dánské noviny Berlingske otiskly rozhovor s Brobergem, v němž prohlásil, že slovo "Rigsfællesskabet" (dánsky Jednotná říše) by mělo být zrušeno, protože předstírá, že Grónsko a Faerské ostrovy jsou na stejné úrovni jako Dánsko, což podle Broberga není pravda, neboť se domnívá, že jde o dánskou nadvládu. Broberg místo toho dává přednost termínu "det danske rige" (dánsky Dánské království). Prohlásil také, že by se mělo diskutovat o tom, zda by v případném nadcházejícím referendu o nezávislosti Grónska neměli mít možnost hlasovat pouze Gróňané s inuitským původem. Premiér Grónska Múte Bourup Egede se od výroků svého ministra v tiskovém prohlášení distancoval a proti rozdělování obyvatelstva na skupiny s různými právy se postavily také opoziční strany Siumut a Demokraté. Předseda Demokratů Jens Frederik Nielsen prohlásil, že taková politika připomíná bývalý Sovětský svaz.
Také strana Atassut podporující vládu kritizovala Broberga a vyjádřila mu nedůvěru jako ministrovi. 27. září 2021 převzal Múte Bourup Egede od Broberga oblast zahraničních věcí a klimatu, Brobergovi nechal pouze ministerstvo podnikání a obchodu.